# Pau Sunyer
Pau Sunyer   (Manresa, valor desconegut - Manresa, 1694) va ser un fuster i escultor tallista de Catalunya, Manresa. Va ser el primer de la seva família en ser fuster, i els seus fills i nets van seguir aquesta professió. Aquesta família va ser criada a l'escola barroca de Manresa, creada pels escultors Generes i Grau. El seu primer taller estava situat al carrer de Pedregar, i després es va traslladar a diversos llocs de Manresa, on hi penjaven els quadres que feien per a les esglésies de diverses comarques catalanes.
La primera obra coneguda que va fer va ser una cadira per a dur la custòdia a la processó del Corpus de Santpedor i data de l'any 1643. El 1659 va fer el retaule de Sant Antoni i Sant Isidre de la parròquia de l'Estany. Altres obres seves son, per exemple, el retaule major de la Gleva (1660), els del Roser de Navarcles (1672) i de l'Estany (1675), el de Sant Ramon al castell de Cardona (1681), i els de la Mare de Déu de l'Esperança de Santpedor, i Sant Esteve de Castellar (1684).